# 勒穆雷
勒穆雷（法語：Le Mouret，法語發音：[lə muʁɛ]）是瑞士弗里堡州的一个市镇，位於該國西部，面積18.54平方公里，海拔高度754米，2011年人口2,990，八成半人口信奉羅馬天主教，人口密度每平方公里161人。

## 外部連結
- Official website （页面存档备份，存于） （法文）